# Internazionali d'Italia 2012 - Qualificazioni singolare maschile
Le qualificazioni del singolare maschile degli Internazionali d'Italia 2012 sono state un torneo di tennis preliminare per accedere alla fase finale della manifestazione. I vincitori dell'ultimo turno sono entrati di diritto nel tabellone principale. In caso di ritiro di uno o più giocatori aventi diritto a questi sono subentrati i lucky loser, ossia i giocatori che hanno perso nell'ultimo turno ma che avevano una classifica più alta rispetto agli altri partecipanti che avevano comunque perso nel turno finale.

## Qualificazioni

### Teste di serie
1. Albert Ramos Viñolas (Qualificato)
2. Robin Haase (Qualificato)
3. Michail Kukuškin (ultimo turno)
4. Santiago Giraldo (Qualificato)
5. Gilles Müller (Ultimo turno, ritiro)
6. Alejandro Falla (primo turno)
7. Gō Soeda (primo turno)

1. Ivo Karlović (ultimo turno)
2. Ryan Harrison (primo turno)
3. Albert Montañés (primo turno)
4. Matthew Ebden (primo turno)
5. Xavier Malisse (ultimo turno)
6. Sam Querrey (Qualificato)
7. Igor' Andreev (Ritirato a causa di un infortunio alla spalla destra)

### Qualificati
1. Albert Ramos Viñolas
2. Robin Haase
3. Sam Querrey
4. Santiago Giraldo

1. Adrian Ungur
2. Guillermo García López
3. Blaž Kavčič

### Tabellone qualificazioni

#### Sezione 1
|  | Primo turno | Primo turno          | Primo turno          | Primo turno | Primo turno |  |  | Ultimo turno | Ultimo turno         | Ultimo turno         | Ultimo turno | Ultimo turno |  |
|  |             |                      |                      |             |             |  |  |              |                      |                      |              |              |  |
|  | 1           | Albert Ramos Viñolas | Albert Ramos Viñolas | 7           | 6           |  |  |              |                      |                      |              |              |  |
|  |             | Daniel Gimeno Traver | Daniel Gimeno Traver | 63          | 4           |  |  | 1            | Albert Ramos Viñolas | Albert Ramos Viñolas | 6            | 6            |  |
|  | WC          | Gianluca Naso        | Gianluca Naso        | 6           | 6           |  |  | WC           | Gianluca Naso        | Gianluca Naso        | 4            | 3            |  |
|  | 11          | Matthew Ebden        | Matthew Ebden        | 3           | 0           |  |  |              |                      |                      |              |              |  |

#### Sezione 2
|  | Primo turno | Primo turno         | Primo turno         | Primo turno | Primo turno |  |  | Ultimo turno | Ultimo turno   | Ultimo turno | Ultimo turno | Ultimo turno |  |
|  |             |                     |                     |             |             |  |  |              |                |              |              |              |  |
|  | 2           | Robin Haase         | Robin Haase         | 6           | 711         |  |  |              |                |              |              |              |  |
|  |             | Serhij Stachovs'kyj | Serhij Stachovs'kyj | 4           | 69          |  |  | 2            | Robin Haase    | 6            | 3            | 6            |  |
|  | WC          | Matteo Viola        | Matteo Viola        | 4           | 4           |  |  | 12           | Xavier Malisse | 3            | 6            | 4            |  |
|  | 12          | Xavier Malisse      | Xavier Malisse      | 6           | 6           |  |  |              |                |              |              |              |  |

#### Sezione 3
|  | Primo turno | Primo turno      | Primo turno      | Primo turno | Primo turno |  |  | Ultimo turno | Ultimo turno     | Ultimo turno | Ultimo turno | Ultimo turno |  |
|  |             |                  |                  |             |             |  |  |              |                  |              |              |              |  |
|  | 3           | Michail Kukuškin | Michail Kukuškin | 6           | 6           |  |  |              |                  |              |              |              |  |
|  |             | Flavio Cipolla   | Flavio Cipolla   | 1           | 3           |  |  | 3            | Michail Kukuškin | 6            | 4            | 3            |  |
|  |             | Simone Bolelli   | Simone Bolelli   | 3           | 4           |  |  | 13           | Sam Querrey      | 3            | 6            | 6            |  |
|  | 13          | Sam Querrey      | Sam Querrey      | 6           | 6           |  |  |              |                  |              |              |              |  |

#### Sezione 4
|  | Primo turno | Primo turno      | Primo turno    | Primo turno | Primo turno |  |  | Ultimo turno | Ultimo turno     | Ultimo turno     | Ultimo turno | Ultimo turno |  |
|  |             |                  |                |             |             |  |  |              |                  |                  |              |              |  |
|  | 4           | Santiago Giraldo | 4              | 6           | 7           |  |  |              |                  |                  |              |              |  |
|  |             | Ernests Gulbis   | 6              | 3           | 64          |  |  | 4            | Santiago Giraldo | Santiago Giraldo | 6            | 6            |  |
|  |             | Victor Hănescu   | Victor Hănescu | 6           | 6           |  |  |              | Victor Hănescu   | Victor Hănescu   | 2            | 3            |  |
|  | 9           | Ryan Harrison    | Ryan Harrison  | 4           | 2           |  |  |              |                  |                  |              |              |  |

#### Sezione 5
|  | Primo turno | Primo turno     | Primo turno     | Primo turno | Primo turno |  |  | Ultimo turno | Ultimo turno  | Ultimo turno  | Ultimo turno  | Ultimo turno |  |
|  |             |                 |                 |             |             |  |  |              |               |               |               |              |  |
|  | 5           | Gilles Müller   | Gilles Müller   | 6           | 7           |  |  |              |               |               |               |              |  |
|  |             | Vasek Pospisil  | Vasek Pospisil  | 1           | 5           |  |  | 5            | Gilles Müller | Gilles Müller | Gilles Müller |              |  |
|  |             | Adrian Ungur    | Adrian Ungur    | 7           | 6           |  |  |              | Adrian Ungur  | Adrian Ungur  | Adrian Ungur  | w/o          |  |
|  | 10          | Albert Montañés | Albert Montañés | 62          | 1           |  |  |              |               |               |               |              |  |

#### Sezione 6
|  | Primo turno | Primo turno            | Primo turno            | Primo turno | Primo turno |  |  | Ultimo turno | Ultimo turno           | Ultimo turno           | Ultimo turno | Ultimo turno |  |
|  |             |                        |                        |             |             |  |  |              |                        |                        |              |              |  |
|  | 6           | Alejandro Falla        | Alejandro Falla        | 2           | 0           |  |  |              |                        |                        |              |              |  |
|  |             | Guillermo García López | Guillermo García López | 6           | 6           |  |  |              | Guillermo García López | Guillermo García López | 6            | 6            |  |
|  |             | Philipp Petzschner     | Philipp Petzschner     | 0           | 63          |  |  | 8            | Ivo Karlović           | Ivo Karlović           | 4            | 4            |  |
|  | 8           | Ivo Karlović           | Ivo Karlović           | 6           | 7           |  |  |              |                        |                        |              |              |  |

#### Sezione 7
|  | Primo turno | Primo turno      | Primo turno  | Primo turno | Primo turno |  |  | Ultimo turno | Ultimo turno     | Ultimo turno | Ultimo turno | Ultimo turno |  |
|  |             |                  |              |             |             |  |  |              |                  |              |              |              |  |
|  | 7           | Gō Soeda         | 5            | 6           | 3           |  |  |              |                  |              |              |              |  |
|  | WC          | Marco Cecchinato | 7            | 2           | 6           |  |  | WC           | Marco Cecchinato | 6            | 1            | 2            |  |
|  | WC          | Enrico Burzi     | Enrico Burzi | 2           | 4           |  |  | Alt          | Blaž Kavčič      | 4            | 6            | 6            |  |
|  | Alt         | Blaž Kavčič      | Blaž Kavčič  | 6           | 6           |  |  |              |                  |              |              |              |  |